# Polvijärvi (sjö i Tohmajärvi, Norra Karelen)
Polvijärvi är en sjö i kommunen Tohmajärvi i landskapet Norra Karelen i Finland. Den är 6,4 meter djup. Arean är 37 hektar och strandlinjen är 3,78 kilometer lång. Sjön  ingår i Tohmajokis huvudavrinningsområde.   Den ligger omkring 36 kilometer sydöst om Joensuu och omkring 370 kilometer nordöst om Helsingfors. 